# Vincent Gaddis
Vincent Hayes Gaddis (28 tháng 12 năm 1913 - 26 tháng 2 năm 1997) là một tác giả người Mỹ đã tạo ra cụm từ "Tam giác Bermuda", mà ông sử dụng đầu tiên trong bài báo cover cho số ra tháng 2 năm 1964 của tạp chí Argosy. Ông đã phổ biến rất nhiều câu chuyện về những hiện tượng bất thường và huyền bí trong một phong cách tương tự như của Charles Fort.

## Sự nghiệp
Gaddis sinh ra ở Ohio trong gia đình Tilden H. và Alice M. (Smith) Gaddis. Ông kết hôn với Margaret Paine Rea vào ngày 14 tháng 7 năm 1947. Gaddis làm phóng viên báo và biên tập viên cho một đài phát thanh ở Warsaw, Indiana, từ năm 1947 đến năm 1952. Ông là một nhà văn chuyên biệt cho Elkhart Truth, một tờ báo hàng ngày ở Elkhart, Indiana, từ năm 1952 đến năm 1959. Sau đó ông làm việc như là một nhà văn quan hệ công chúng cho Tập đoàn Studebaker-Packard và Bán hàng Mercedes Benz tại Nam Bend, Indiana. Trong suốt năm 1962, ông trở thành một nhà văn tự do. Ông qua đời tại Eureka, California. 